# Euspilotus aequipunctatus
Euspilotus aequipunctatus är en skalbaggsart som först beskrevs av Horn 1870.  Euspilotus aequipunctatus ingår i släktet Euspilotus och familjen stumpbaggar. Inga underarter finns listade i Catalogue of Life.